# Bryan González (Fußballspieler, April 2003)
Bryan Alonso González Oliván (* 10. April 2003 in Ciudad Juárez, Chihuahua) ist ein mexikanischer Fußballspieler auf der Position eines Abwehrspielers.

## Karriere
González wurde im Nachwuchsbereich des CF Pachuca ausgebildet, bei dem er auch seinen ersten Profivertrag erhielt. Mit den Tuzos gewann González je einmal die mexikanische Fußballmeisterschaft und den CONCACAF Champions Cup.
Am 16. Dezember 2023 kam González in einem Freundschaftsspiel gegen Kolumbien (2:3) zu seinem ersten Einsatz für die mexikanische Fußballnationalmannschaft.
Zur Saison 2025/26 wechselte González zum Club Deportivo Guadalajara.

## Erfolge

### National
- Mexikanischer Meister: Apertura 2022

### International
- Sieger des CONCACAF Champions Cup: 2024